# Reprezentacja Anglii U-19 w piłce nożnej kobiet
Reprezentacja Anglii U-19 w piłce nożnej kobiet – kobieca piłkarska reprezentacja Anglii do lat 19. Największymi sukcesami reprezentacji jest zdobycie złota na mistrzostwach Europy w 2009.

## Udział w turniejach międzynarodowych

### Mistrzostwa Europy
Angielskiej drużynie 15 razy udało się zakwalifikować do finałów ME. Raz zdobyła tytuł mistrza.
| Rok   | Runda                   | M                       | W                       | R                       | P                       | GZ                      | GS                      |
| ----- | ----------------------- | ----------------------- | ----------------------- | ----------------------- | ----------------------- | ----------------------- | ----------------------- |
| 1998  | Nie zakwalifikowała się | Nie zakwalifikowała się | Nie zakwalifikowała się | Nie zakwalifikowała się | Nie zakwalifikowała się | Nie zakwalifikowała się | Nie zakwalifikowała się |
| 1999  | Ćwierćfinał             | 2                       | 0                       | 0                       | 2                       | 1                       | 4                       |
| 2000  | Nie zakwalifikowała się | Nie zakwalifikowała się | Nie zakwalifikowała się | Nie zakwalifikowała się | Nie zakwalifikowała się | Nie zakwalifikowała się | Nie zakwalifikowała się |
| 2001  | Nie zakwalifikowała się | Nie zakwalifikowała się | Nie zakwalifikowała się | Nie zakwalifikowała się | Nie zakwalifikowała się | Nie zakwalifikowała się | Nie zakwalifikowała się |
| 2002  | Półfinalista            | 4                       | 1                       | 0                       | 3                       | 7                       | 8                       |
| 2003  | Półfinalista            | 4                       | 2                       | 0                       | 2                       | 5                       | 8                       |
| 2004  | Nie zakwalifikowała się | Nie zakwalifikowała się | Nie zakwalifikowała się | Nie zakwalifikowała się | Nie zakwalifikowała się | Nie zakwalifikowała się | Nie zakwalifikowała się |
| 2005  | Faza grupowa            | 3                       | 1                       | 1                       | 1                       | 5                       | 4                       |
| 2006  | Nie zakwalifikowała się | Nie zakwalifikowała się | Nie zakwalifikowała się | Nie zakwalifikowała się | Nie zakwalifikowała się | Nie zakwalifikowała się | Nie zakwalifikowała się |
| 2007  | II miejsce              | 5                       | 3                       | 1                       | 1                       | 8                       | 4                       |
| 2008  | Faza grupowa            | 3                       | 1                       | 1                       | 1                       | 4                       | 4                       |
| 2009  | Mistrz                  | 5                       | 4                       | 1                       | 0                       | 12                      | 0                       |
| 2010  | II miejsce              | 5                       | 3                       | 0                       | 2                       | 7                       | 6                       |
| 2011  | Nie zakwalifikowała się | Nie zakwalifikowała się | Nie zakwalifikowała się | Nie zakwalifikowała się | Nie zakwalifikowała się | Nie zakwalifikowała się | Nie zakwalifikowała się |
| 2012  | Faza grupowa            | 3                       | 0                       | 1                       | 2                       | 0                       | 5                       |
| 2013  | II miejsce              | 5                       | 3                       | 1                       | 1                       | 10                      | 2                       |
| 2014  | Faza grupowa            | 3                       | 0                       | 0                       | 3                       | 1                       | 6                       |
| 2015  | Faza grupowa            | 3                       | 0                       | 1                       | 2                       | 2                       | 5                       |
| 2016  | Nie zakwalifikowała się | Nie zakwalifikowała się | Nie zakwalifikowała się | Nie zakwalifikowała się | Nie zakwalifikowała się | Nie zakwalifikowała się | Nie zakwalifikowała się |
| 2017  | Faza grupowa            | 3                       | 1                       | 0                       | 2                       | 2                       | 4                       |
| 2018  | Nie zakwalifikowała się | Nie zakwalifikowała się | Nie zakwalifikowała się | Nie zakwalifikowała się | Nie zakwalifikowała się | Nie zakwalifikowała się | Nie zakwalifikowała się |
| 2019  | Faza grupowa            | 3                       | 1                       | 0                       | 2                       | 2                       | 3                       |
| 2022  | Faza grupowa            | 3                       | 1                       | 0                       | 2                       | 4                       | 5                       |
| 2023  | Nie zakwalifikowała się | Nie zakwalifikowała się | Nie zakwalifikowała się | Nie zakwalifikowała się | Nie zakwalifikowała się | Nie zakwalifikowała się | Nie zakwalifikowała się |
| Razem | Turniejów finał.        | 54                      | 21                      | 7                       | 26                      | 68                      | 68                      |

## EliminacjedoME 2022

### Grupa A4
| Reprezentacja          | M | W | R | P | Br+ | Br- | +/- | Pkt. |
| ---------------------- | - | - | - | - | --- | --- | --- | ---- |
| Anglia U-19            | 3 | 3 | 0 | 0 | 10  | 1   | +9  | 9    |
| Szwajcaria U-19        | 3 | 2 | 0 | 1 | 6   | 4   | +2  | 6    |
| Irlandia U-19          | 3 | 1 | 0 | 2 | 4   | 4   | 0   | 3    |
| Irlandia Północna U-19 | 3 | 0 | 0 | 3 | 2   | 13  | -11 | 0    |

### Grupa A3
| Reprezentacja | M | W | R | P | Br+ | Br- | +/- | Pkt. |
| ------------- | - | - | - | - | --- | --- | --- | ---- |
| Anglia U-19   | 3 | 3 | 0 | 0 | 8   | 0   | +8  | 9    |
| Belgia U-19   | 3 | 1 | 1 | 1 | 3   | 5   | -2  | 4    |
| Walia U-19    | 3 | 1 | 1 | 1 | 2   | 4   | -2  | 4    |
| Islandia U-19 | 3 | 0 | 0 | 3 | 1   | 5   | -4  | 0    |

## EliminacjedoME 2023

### Runda I - Grupa A4
| Reprezentacja | M | W | R | P | Br+ | Br- | +/- | Pkt. |
| ------------- | - | - | - | - | --- | --- | --- | ---- |
| Dania U-19    | 3 | 2 | 1 | 0 | 11  | 2   | +9  | 7    |
| Anglia U-19   | 3 | 2 | 1 | 0 | 9   | 1   | +8  | 7    |
| Słowenia U-19 | 3 | 1 | 0 | 2 | 2   | 10  | -8  | 3    |
| Słowacja U-19 | 3 | 0 | 0 | 3 | 2   | 11  | -9  | 0    |

### Runda II - Grupa A4
| Reprezentacja  | M | W | R | P | Br+ | Br- | +/- | Pkt. |
| -------------- | - | - | - | - | --- | --- | --- | ---- |
| Hiszpania U-19 | 3 | 3 | 0 | 0 | 15  | 0   | +15 | 9    |
| Anglia U-19    | 3 | 1 | 1 | 1 | 6   | 4   | +2  | 4    |
| Białoruś U-19  | 3 | 1 | 0 | 2 | 5   | 13  | -8  | 3    |
| Słowenia U-19  | 3 | 0 | 1 | 2 | 1   | 10  | -9  | 1    |

## EliminacjedoME 2024

### Grupa A2
Rywale Anglii:
- Czechy U-19
- Grecja U-19
- Walia U-19